# جورج والاس (سياسي)
جورج والاس (بالنرويجية البوكمول: Georg Wallace)‏ هو سياسي نرويجي، ولد في 6 يونيو 1804 في برغن في النرويج، وتوفي في 20 فبراير 1890. انتخب عضو برلمان النرويج ‏.